# From Chaos to Eternity
From Chaos to Eternity è l'ottavo album in studio del gruppo musicale italiano Rhapsody of Fire, pubblicato il 17 giugno 2011 tramite Nuclear Blast in Italia, Germania, Austria, Svizzera, Paesi Bassi, Belgio, Spagna e Norvegia.
Appartiene, come i precedenti tre album, alla Dark Secret Saga. È il quinto ed ultimo capitolo della saga, nonché l'ultimo album della band che vedrà la partecipazione di Christopher Lee come narratore.

## Tracce
Testi e musiche di Alex Staropoli, Luca Turilli.
1. Ad Infinitum – 1:29
2. From Chaos to Eternity – 5:45
3. Tempesta di Fuoco – 4:46
4. Ghosts of Forgotten Worlds – 5:31
5. Anima Perduta – 4:45
6. Aeons of Raging Darkness – 5:41
7. I Belong to the Stars – 4:52
8. Tornado – 4:55
9. Heroes of the Waterfalls' Kingdom – 19:38

### Tracce bonus edizione digipack
1. Flash of the Blade (cover degli Iron Maiden dall'album Powerslave del 1984) – 4:17

## Formazione
- Fabio Lione - voce
- Luca Turilli - chitarra
- Tom Hess - chitarra
- Alessandro Staropoli - tastiere
- Patrice Guers - basso
- Alex Holzwarth - batteria
- Christopher Lee - voce narrante

## Classifiche
| Paese  | Posizione raggiunta |
| ------ | ------------------- |
| Italia | 58                  |

## Pubblicazione
- 15 giugno: Finlandia, Svezia
- 17 giugno: Italia
- 20 giugno: Francia, Danimarca, Portogallo, Grecia, resto d'Europa
- 12 luglio: America del nord